# Stephen Dobbie
Stephen Dobbie (Glasgow, 5 dicembre 1982) è un ex calciatore scozzese, di ruolo attaccante, vice allenatore del Blackpool.

## Carriera

### Rangers e Northern Spirit
Dobbie inizia la sua carriera nel Rangers, una delle squadre più importanti di Glasgow, la sua città natale.
Gioca per diversi anni nelle giovanili ma non debutta mai in prima squadra.
Nel 2002 viene ceduto in prestito al Northern Spirit, squadra della National Soccer League australiana, e realizza tre gol in tre partite.

### Hibernian
Nel 2003 passa all'Hibernian per 300,000£. Esordisce il 9 agosto nella partita vinta per 2-1 contro il Dundee United a Tannadice Park, entrando in campo all'85'.
Il 23 settembre, dopo cinque presenze come sostituto, gioca per la prima volta da titolare e segna una tripletta nella partita vinta per 9-0 contro il Montrose in Scottish League Cup.
Quattro giorni dopo debutta da titolare in campionato, a Easter Road contro il Celtic e il 7 dicembre segna il suo primo gol nella partita persa per 3-1 in casa dell'Aberdeen.
Raggiunge la finale di Scottish League Cup e il 14 marzo 2004 entra in campo al 70' al posto di Alan Reid nella finale della competizione, tuttavia l'Hibernian viene sconfitto per 2-0 dal Livingston.
Il 3 luglio esordisce nelle competizioni europee contro il Vėtra, squadra della A Lyga lituana, nella partita del secondo turno della Coppa Intertoto pareggiata per 1-1 a Easter Road. Nella partita di Vilnius gli scozzesi perdono per 1-0, venendo eliminati dal torneo.

### St. Johnstone e Dumbarton
Il 28 gennaio 2005 viene ceduto in prestito al St. Johnstone, squadra della Scottish First Division, fino al termine della stagione.
Esordisce il 19 marzo nella partita persa per 2-0 contro il Ross County e segna il suo primo gol il 16 aprile contro il Partick Thistle al Firhill Stadium.
Conclude la sua prima stagione con otto presenze e due gol. In estate passa definitivamente al St. Johnstone.
Il 10 agosto 2006 passa in prestito al Dumbarton, in Scottish Third Division. Esordisce il 19 agosto contro il Queen's Park e segna la prima rete in Scottish League Cup contro l'Inverness Caledonian Thistle.
Con i gialloneri in totale segna 11 gol in 18 partite.

### Queen of the South
Grazie alle sue buone prestazioni con la maglia del Dumbarton si fa notare dal Queen of the South F.C. che il 5 gennaio 2007 lo acquista dal St. Johnstone.
Esordisce con la nuova maglia il giorno successivo nella partita di Coppa di Scozia pareggiata per 1-1 contro il Dundee F.C.. Tre giorni dopo, nel replay di quella partita, segna due gol. La partita finisce 3-3 e il Queen of the South vince ai calci di rigore. Termina la sua prima stagione al Queen of the South con 19 presenze e 13 gol.
Nella stagione successiva, sotto la guida dell'allenatore Gordon Chisholm, aiuta la sua squadra a raggiungere per la prima volta la finale della Coppa di Scozia.
Segna una doppietta contro il Peterhead al terzo turno. Il 12 gennaio 2008 segna anche al quarto turno nella partita vinta 4-0 contro il Linlithgow Rose.
Il 2 febbraio il Queen of the South vince 2-0 contro il Greenock Morton e raggiunge i quarti di finale contro il Dundee dove Dobbie segna il primo dei due gol che regalano la vittoria alla sua squadra e di conseguenza l'accesso alla semifinale per la prima volta dal 1950. Il 12 aprile battendo l'Aberdeen il Queen of the South arriva in finale ma perde per 3-2 contro il Rangers.
In totale segna 20 gol in 44 partite e la sua squadra arriva quarta in campionato.
Grazie al secondo posto ottenuto in Coppa di Scozia il Queen of the South si qualifica per la Coppa UEFA 2008-2009 ma viene eliminato al secondo turno dei preliminari dai danesi del Nordsjælland. Nonostante Dobbie fosse il miglior marcatore del club dai tempi di Andy Thomson, Gordon Chisholm lo lascia in panchina sia all'andata che al ritorno preferendogli Stewart Kean.

### Le esperienze inglesi: Swansea City, Blackpool, Crystal Palace, Brighton, Bolton e Feetweeld Town
Il 7 maggio 2009 lascia il Queen of the South e passa allo Swansea City. Il 22 maggio, una volta superate le visite mediche, firma un contratto triennale.
L'11 agosto segna una doppietta contro il Brighton & Hove Albion F.C. in Football League Cup. Segna anche nel turno successivo contro lo Scunthorpe United. A causa di un infortunio e dell'arrivo di Paulo Sousa in panchina Dobbie gioca solo quattro partite di campionato con i gallesi.
Il 1º febbraio 2010 viene ceduto in prestito al Blackpool fino al termine della stagione. Due giorni dopo segna all'esordio contro il West Bromwich Albion a Bloomfield Road ma il suo gol non serve ad evitare la sconfitta per 3-2.
Contribuisce alla vittoria nella semifinale dei play-off contro il Nottingham Forest segnando anche un gol e gioca il secondo tempo della vittoriosa finale di Wembley contro il Cardiff City.
Il Blackpool ottiene la promozione in FA Premier League ma Dobbie torna allo Swansea, dove Paulo Sousa è stato sostituito da Brendan Rodgers.
Rodgers da all'attaccante scozzese più possibilità di giocare e Dobbie ripaga la sua fiducia segnando quattro gol nelle prime 10 partite della nuova stagione. Finito il campionato, lo Swansea raggiunge i play-off e Dobbie è di nuovo decisivo, sempre contro il Nottingham Forest.
Il 30 maggio gioca la finale di Wembley contro il Reading vinta per 4-2. Dobbie segna il terzo gol e lo Swansea diventa la prima squadra del Galles promossa in Premier League.
Esordisce in FA Premier League il 15 agosto in occasione della prima giornata di campionato persa per 4-0 in casa del Manchester City. 
Nella sua esperienza al Crystal Palece, risulta ancora decisivo per le promozioni segnando nuovamente in finale play-off.

### Il ritorno al Queen of the South
Dalla stagione 2016-2017 ritorna a giocare per il club con cui è esploso ritrovando un notevole feeling con il gol.

## Palmáres

### Club

#### Competizioni nazionali
- Coppa di Lega inglese: 1

Swansea City: 2012-2013

### Individuale
- Capocannoniere della Coppa di Scozia: 1

2018-2019 (7 reti)
- Capocannoniere della Scottish League Cup: 1

2003-2004 (4 reti)
- Capocannoniere della Scottish First Division: 3

2008-2009 (24 reti), 2016-2017 (19 reti, alla pari con Jason Cummings), 2017-2018 (18 reti)
- Capocannoniere della Scottish Challenge Cup: 2

2016-2017 (4 reti), 2017-2018 (4 reti, alla pari con Lewis Vaughan)